# ハイヒール (映画)
『ハイヒール』（スペイン語: Tacones lejanos、英語: High Heels）は、1991年のスペインのコメディ映画。監督はペドロ・アルモドバル、出演はビクトリア・アブリルとマリサ・パレデスなど。人気歌手の母親とその元恋人と結婚した娘のオフビートな愛憎劇。

## ストーリー
テレビのニュースキャスターであるレベーカは、マドリッドの空港で、子供の頃に別れたきりになっている母親を待っていた。彼女の母親ベッキー・デル・パラモは人気歌手で、15年の間メキシコに住んでいたがスペインに帰ってくることになってきた。再会を喜び合う母と娘だったが、レベーカの夫でテレビ局のオーナーであるマヌエルはベッキーの元恋人であり、レベーカがそれを承知で結婚したことにベッキーは憤りを感じていたのである。また、レベーカとマヌエルの関係は冷え切っており、マヌエルはベッキーにレベーカと別れるつもりであると明かす。
それから1ヶ月後、マヌエルは別荘で何者かに射殺される。警察はレベーカとベッキーを容疑者と見て捜査を始める。当初はマヌエルの遺体を発見しただけと証言していたレベーカだったが、自らがキャスターを務めるニュース番組内でマヌエルを殺害したことを告白、そのまま警察に逮捕・収監される。しかし、事件を担当することになったドミンゲス判事はレベーカの犯行を疑い、証拠不十分としてレベーカを釈放する。

## キャスト
- レベーカ: ビクトリア・アブリル - テレビのニュースキャスター。
  - 幼少期: ロシオ・ムニョス
- ベッキー・デル・パラモ: マリサ・パレデス - レベーカの母。人気歌手。15年ぶりにメキシコから帰国。
- レタル: ミゲル・ボゼ - ベッキーの物真似をする女装芸人。レベーカと深い仲に。
- マヌエル: フェオドール・アトキン（フランス語版） - レベーカの夫。テレビ局のオーナー。
- イザベル: ミリアム・ディアス＝アロカ（スペイン語版） - 手話通訳者。レベーカの同僚。マヌエルの愛人。
- マルガリータ: アンナ・リサラン（スペイン語版）
- スサーナ: ビビ・アンデルセン（スペイン語版）
- パウラ: クリスティナ・マルコス（スペイン語版）
- アルベルト: ペドロ・ディエス・デル・コラル（スペイン語版） - レベーカの継父。ベッキーの夫。
- ドミンゲス判事の母: メイラタ・オ・ウィシエド（スペイン語版）
- フアン: ナチョ・マルティネス（スペイン語版） - レベーカの実父。ベッキーの元夫。
- テレビ局のフロアマネージャ: ハビエル・バルデム

## 作品の評価
Rotten Tomatoesによれば、15件の評論のうち高く評価しているのは53%にあたる8件であり、平均して10点満点中5.64点を得ている。
Metacriticによれば、12件の評論のうち高評価は3件、賛否混在は9件、低評価はなく、平均して100点満点中51点を得ている。